# Кусаев, Адиз Джабраилович
Ади́з Джабраи́лович Куса́ев (3 января 1938, Ножай-Юртовский район, Чечено-Ингушская АССР — 18 марта 2022) — чеченский поэт, писатель, журналист. Член Союза журналистов СССР (1970), член Союза журналистов России (1995), член Союза писателей СССР (1990), член Союза писателей России (1990), Народный писатель Чеченской Республики (2018), Заслуженный работник культуры Чечено-Ингушской АССР (1990). В 2003 году награждён Министерством культуры РФ Знаком отличия «За достижения в культуре».

## Биография
Родился 3 января 1938 года в селе Шуани Ножай-Юртовского района Чечено-Ингушетии. Отец — директор местной школы. В годы депортации два его младших брата умерли от голода. От безысходности родители отдали его в детский дом.
После возвращения домой с красным дипломом окончил Грозненский статистический техникум. Затем окончил военное авиационно-техническое училище в городе Кирсанов Тамбовской области. После завершения учёбы работал в Грозненском аэропорту техником по ремонту и эксплуатации самолётов.
В 1969 году окончил отделение журналистики филологического факультета Ростовского государственного университета. Ещё до окончания университета, в 1966 году, был принят на работу старшим редактором Государственного Комитета по телевидению и радиовещанию Чечено-Ингушской АССР.
В 1971-72 годах работал заведующим отделом культуры и быта республиканской газеты «Ленинский путь». С 1972 года ездил на курсы повышения квалификации во Всесоюзный институт повышения мастерства работников телевидения, практиковался на Останкинском и Шаболовском телевизионных комплексах.
В конце 1972 года вернулся в Госкомитет телерадиовещания старшим редактором редакции художественных программ. До декабря 1994 года был главным редактором, исполнял обязанности заместителя Председателя Комитета по телевидению.
В марте 1995 года стал заместителем Председателя Государственной телерадиокомпании «Вайнах» по радиовещанию и работал на этой должности до ухода на пенсию в июле 1997 года.
Однако сидеть дома не смог. Стал работать старшим преподавателем кафедры журналистики филологического факультета Чеченского государственного университета. В настоящее время — доцент этой кафедры. С апреля 2000 года работал заведующим отделом новейшей истории Национального музея Чеченской Республики, а затем — заместителем Генерального директора по научно-просветительской работе и связям с общественностью.

## Литературная деятельность
Адиз Кусаев пишет на чеченском и русском языках. Его литературная деятельность началась в 1958 году. Тогда в молодёжной газете «Комсомольское племя» было опубликовано стихотворение «В большую жизнь» на русском языке, а в альманахе «Доттагӏалла» (с чеч. — «Дружба») — стихотворение «Улица 11 августа» на чеченском языке.
Он является автором свыше двадцати книг поэзии и прозы на чеченском и русском языках, многих газетных и журнальных статей, радио- и телеочерков, посвящённых культурной жизни республики.
Его стихи публиковались в «Литературной газете», «Литературной России», журналах «Дружба народов», «Юность», «Дон», в коллективных сборниках «Звезды в ладонях» (1965), «Зовут нас горизонты» (1966), «Встреча в пути» (1978), «Строки, опалённые войной» (1997), «Антология чечено-ингушской поэзии» (1981), «Антология чеченской поэзии» (2003).
Более сотни его стихов переложены на музыку и стали популярными песнями.
Событиям 1994—2009 годов в Чечне автор посвятил большие циклы стихотворений («Стихи о войне», «Реквиемы и плачи»). В последнее время им созданы пять венков сонетов на чеченском языке («Иэс», «Нохчийн лаьмнаш» (с чеч. — «Чеченские горы»), «Нохчийн латта» (с чеч. — «Чеченская земля»), «Нохчийн къам» (с чеч. — «Чеченский народ»), «Къа» (с чеч. — «Грех»), «Безам» (с чеч. — «Любовь»)).

## Награды и звания
- Народный писатель Чеченской Республики (17 октября 2018) — за вклад в развитие культуры Чеченской Республике, создание произведений литературы, получивших широкое общественное признание
- Заслуженный работник культуры Чечено-Ингушской АССР (1990);
- Знак отличия «За достижения в культуре» (2003).
- Почётный гражданин города Грозного[3].

### на чеченском языке
- Сборник стихов «Амал» («Характер», 1968);
- Сборник стихов «Некъаш» («Дороги», 1972);
- Сборник стихов «Цхьаалла» («Единство», 1982);
- Сборник стихов «Ламанан Леча» («Горный сокол», 1985);
- Сборник стихов «Бӏаьстенан мохк» («Весенний край», 1987);
- Сборник стихов «Амал» («Характер», 2008);
- Сборник стихов «Кхоллам» («Творчество», 2011).
- Кусаев А. Д. Иэс (Память). — Грозный: АО Издательско-полиграфический комплекс «Грозненский рабочий», 2015. — 288 с. — 1000 экз. — ISBN 978-5-4314-0180-0.

### на русском языке
- Кусаев А. Д. Говорит и показывает Грозный: история чеченского радио и телевидения. — Грозный: ГУП «Книжное издательство», 2008. — 252 с. — ISBN 5904885628, 9785904885625.
- Кусаев А. Д. Город Грозный: страницы истории (1818-2003). — Элиста: Джангар, 2012. — 342 с. — 500 экз. — ISBN 978-5-94587-526-5.
- Кусаев А. Д. Избранное. Мой путь: стихи. — Грозный: Благотворительный фонд поддержки чеченской литературы, 2012. — 319 с. — ISBN 5904885628, 9785904885625.
- Кусаев А. Д. Мой путь: (стихи, поэмы, переводы). — Грозный: ГУП «Книжное издательство», 2010. — 279 с. — 2000 экз. — ISBN 5945874124, 9785945874121.
- Кусаев А. Д. Необходимость (стихи). — Грозный: Чечено-Ингушское книжное издательство, 1975. — 41 с.
- Кусаев А. Д. Писатели Чечни: био-библиографические очерки. — Грозный: ГУП «Книжное издательство», 2005. — 407 с. — 2000 экз. — ISBN 5988960103, 9785988960102.
- Кусаев А. Д. Писатели Чечни: очерки жизни и творчества. — Грозный: Грозненский рабочий, 2011. — 719 с. — ISBN 5431400290, 9785431400292.
- Кусаев А. Д. Чечня: годы и люди. — Грозный: ГУП «Книжное издательство», 2007. — 432 с. — 2000 экз. — ISBN 9785988960478.
- Кусаев А. Д. Чеченское радио и телевидение: этапы становления и развития / Бусленко Н. И.. — Грозный: ВУД, 2013. — 312 с. — 150 экз. — ISBN 978-5-91127-099-5.